# Clickstream analysis
La clickstream analysis è una forma di web analytics che consiste nell'analisi e nel monitoraggio delle sequenze dei click degli utenti all'interno di una pagina web.
Questa tecnica, di sempre più ampia importanza, permette la rilevazione delle principali attività dei visitatori su  un determinato sito web, individuando:
- Le parti più o meno visitate del sito;
- Il sito di provenienza dell’utente;
- La sequenza dei clic all’interno del sito;
- Le parole chiave inserite nel motore di ricerca.

I risultati dell’analisi saranno salvati su database specifici ed analizzati con software informatici, come ad esempio il Software R, in cui è presente un package apposito nominato “clickstream”.
La funzionalità principale di questa tipologia di analisi è la profilazione degli utenti.
L’analisi dei loro comportamenti sul web, infatti, consente la segmentazione dell’utenza sulla base di preferenze, dati anagrafici, risposta alle promozioni ecc..
L’obiettivo finale sarà dunque l’ideazione di strategie di marketing appositamente create sulla base di quanto rilevato.
Per la profilazione degli utenti risulta attualmente molto considerata anche l’analisi testuale dei big data.